# El tren de los momentos
El tren de los momentos es el título del octavo álbum de estudio grabado por el cantautor español Alejandro Sanz, Fue lanzado al mercado por la compañía discográfica Warner Music Latina el 7 de noviembre de 2006. El álbum El tren de los momentos fue producido el propio artista y co-producido por el músico cubano Lulo Pérez y contiene 10 canciones. El álbum fue grabado en la casa de Alejandro en Miami, en las Bahamas, México, Madrid y en los estudios Abdala en Ciudad de la Habana. En este álbum se incluyen duetos con Shakira, Calle 13, Juanes y el baterista Álex González de Maná. Así mismo, Sanz grabó a dueto con el grupo Pesado una versión norteña de "A la primera persona" pero solo fue lanzada como sencillo radial en México.

El álbum fue nominado para el Premio Grammy Latino al Álbum del Año en la 8°. edición de los Premios Grammy Latinos celebrada el jueves 8 de noviembre de 2007 pero fue concedido por La llave de mi corazón de Juan Luis Guerra y el álbum ganó el Premio Grammy al Mejor Álbum Pop Latino en la 50°. edición de los Premios Grammy celebrada el domingo 10 de febrero de 2008.

## Lista de canciones

### Versión estándar
Todas las canciones escritas por Alejandro Sanz, a excepción de "La peleíta".

| El tren de los momentos |                                          |                             |          |  |
| N.º                     | Título                                   | Escritor(es)                | Duración |  |
| 1.                      | «Enséñame tus manos»                     | Alejandro Sanz              | 3:51     |  |
| 2.                      | «A la primera persona»                   | Alejandro Sanz              | 5:02     |  |
| 3.                      | «Te lo agradezco, pero no» (con Shakira) | Alejandro Sanz              | 4:33     |  |
| 4.                      | «Dónde convergemos»                      | Alejandro Sanz              | 4:56     |  |
| 5.                      | «En la planta de tus pies»               | Alejandro Sanz              | 3:57     |  |
| 6.                      | «La peleíta» (con Juanes y Calle 13)     | René Pérez · Alejandro Sanz | 4:45     |  |
| 7.                      | «Se lo dices tú»                         | Alejandro Sanz              | 3:49     |  |
| 8.                      | «Se molestan»                            | Alejandro Sanz              | 3:06     |  |
| 9.                      | «Te quiero y te temo»                    | Alejandro Sanz              | 3:13     |  |
| 10.                     | «El tren de los momentos»                | Alejandro Sanz              | 3:00     |  |

© MMVI. Warner Music Benelux B.V.

### El Tren De Los Momentos: Edición Especial
Es una reedición del álbum El tren de los momentos de 2006, contiene un CD + DVD. El CD incluye los 10 temas originales más 4 temas inéditos: "Cariño a mares", "Tiento", "No importa" y "No lo digo por nada" con Álex González del grupo mexicano Maná, también incluye 3 remezclas. En el DVD incluye los 2 primeros videoclips con sus respectivos Making-Of, así como un documental de cómo se grabó el disco y un especial de TV.
- CD (El tren de los Momentos)

|     |                                          |                             |          |  |  |  |  |  |  |  |
| N.º | Título                                   | Escritor(es)                | Duración |  |  |  |  |  |  |  |
| 1.  | «Enséñame tus manos»                     |                             | 3:51     |  |  |  |  |  |  |  |
| 2.  | «A la primera persona»                   |                             | 5:02     |  |  |  |  |  |  |  |
| 3.  | «Te lo agradezco, pero no» (con Shakira) |                             | 4:33     |  |  |  |  |  |  |  |
| 4.  | «Donde convergemos»                      |                             | 4:56     |  |  |  |  |  |  |  |
| 5.  | «En la planta de tus pies»               |                             | 3:57     |  |  |  |  |  |  |  |
| 6.  | «La peleíta» (con Juanes y Calle 13)     | René Pérez · Alejandro Sanz | 4:45     |  |  |  |  |  |  |  |
| 7.  | «Se lo dices tú»                         |                             | 3:49     |  |  |  |  |  |  |  |
| 8.  | «Se molestan»                            |                             | 3:06     |  |  |  |  |  |  |  |
| 9.  | «Te quiero y te temo»                    |                             | 3:12     |  |  |  |  |  |  |  |
| 10. | «El tren de los momentos»                |                             | 3:00     |  |  |  |  |  |  |  |

- CD (Más canciones y remezclas)

| N.º | Título | Duración |  |
| 1.  | «Cariño a mares» | 4:46     |  |
| 2.  | «Tiento» | 4:22     |  |
| 3.  | «No lo digo por nada»                                                                                                  | 4:30     |  |
| 4.  | «No importa» | 4:17     |  |
| 5.  | «A la primera persona Chosen Few Remix» (Remezclado Por Boy Wonder And Now & Laterz Featuring Reychesta Secret Weapon) | 4:19     |  |
| 6.  | «Te lo agradezco, pero no» (Luny Tunes And Tainy Remix)                                                                | 3:09     |  |
| 7.  | «Te lo agradezco, pero no» (Benztown Mixdown)                                                                          | 4:30     |  |

- DVD (Todas las Imágenes)

| N.º | Título                                       | Duración |  |
| 1.  | «A la primera persona» (Video)               |          |  |
| 2.  | «A la primera persona» (Making Of)           |          |  |
| 3.  | «Te lo agradezco, pero no» (Video)           |          |  |
| 4.  | «Te lo agradezco, pero no» (Making Of)       |          |  |
| 5.  | «El tren de los momentos» (Cómo se grabó)    |          |  |
| 6.  | «"Alejandro En Corto" Especial de Cuatro TV» |          |  |

### El Tren De Los Momentos (Edición Mexicana)
- CD (El Tren De Los Momentos)

| N.º | Título | Escritor(es)                | Duración |  |
| 1.  | «Enséñame tus manos» |                             | 3:51     |  |
| 2.  | «A la primera persona»                                                                                                   |                             | 5:02     |  |
| 3.  | «Te lo agradezco, pero no» (con Shakira)                                                                                 |                             | 4:33     |  |
| 4.  | «Donde convergemos» |                             | 4:56     |  |
| 5.  | «En la planta de tus pies»                                                                                               |                             | 3:57     |  |
| 6.  | «La peleíta» (con Juanes y Calle 13)                                                                                     | René Pérez · Alejandro Sanz | 4:45     |  |
| 7.  | «Se lo dices tú» |                             | 3:49     |  |
| 8.  | «Se molestan» |                             | 3:06     |  |
| 9.  | «Te quiero y te temo» |                             | 3:12     |  |
| 10. | «El tren de los momentos»                                                                                                |                             | 3:00     |  |
| 11. | «No lo digo por nada» |                             | 4:30     |  |
| 12. | «Cariño a mares» |                             | 4:46     |  |
| 13. | «A la primera persona (Chosen Few Remix)» (Remezclado Por Boy Wonder And Now & Laterz Featuring Reychesta Secret Weapon) |                             | 4:19     |  |
| 14. | «Te lo agradezco, pero no» (Luny Tunes And Tainy Remix)                                                                  |                             | 3:09     |  |

- DVD (Todas Las Imágenes)

| N.º | Título                                       | Escritor(es) | Duración |  |
| 1.  | «"Alejandro En Corto" Especial de Cuatro TV» |              |          |  |
| 2.  | «Galería de fotos»                           |              |          |  |

### El tren de los momentos: en directo desde Buenos Aires
El tren de los momentos: en vivo desde Buenos Aires, es el tercer álbum en vivo del cantautor español Alejandro Sanz y el 5º que se lanza en DVD, grabado durante el concierto que ofreció en Buenos Aires ante más de 45.000 personas en el Estadio River Plate, el 23 de marzo de 2007.
Un álbum en formato digipack que contiene: un CD con una selección de 10 canciones del concierto y un DVD con un gran espectáculo de dos horas de duración, que reunió una banda de primer nivel, y un paisaje excepcional, que estaba cambiando a la ritmo de cada canción. Una escenografía atractiva, decorado por arcos de luces móviles combinados con pantallas de grandes dimensiones y cámaras haciendo primeros planos de Sanz.
- CD (El Tren De Los Momentos)

| N.º | Título                                                                            | Escritor(es)                | Duración |  |
| 1.  | «En la planta de tus pies»                                                        |                             | 5:23     |  |
| 2.  | «Quisiera ser»                                                                    |                             | 5:42     |  |
| 3.  | «# Enséñame tus manos -» (con René Pérez)                                         |                             | 4:45     |  |
| 4.  | «La peleíta»                                                                      |                             | 8:45     |  |
| 5.  | «Corazón partío»                                                                  |                             | 6:57     |  |
| 6.  | «Donde convergemos» (con Juanes y Calle 13)                                       | René Pérez · Alejandro Sanz | 4:45     |  |
| 7.  | «Se lo dices tú»                                                                  |                             | 3:49     |  |
| 8.  | «El alma al aire»                                                                 |                             | 5:48     |  |
| 9.  | «Te quiero y te temo»                                                             |                             | 3:12     |  |
| 10. | «No es lo mismo»                                                                  |                             | 7:30     |  |
| 11. | «Te lo agradezco, pero no» (con Shakira desde Santiago de Compostela Bonus Track) |                             |          |  |

#### DVD
1. El Tren de los momentos
2. En la planta de tus pies
3. Quisiera ser
4. Enséñame tus manos
5. A la primera persona
6. La peleíta
7. Cuando nadie me ve
8. Corazón partío
9. Donde convergemos
10. Regálame la silla donde te esperé
11. Se lo dices tú
12. Labana
13. Medley (Mi soledad y yo, La fuerza del corazón, Amiga mía, ¿Y, si fuera ella?)
14. El alma al aire
15. Try to save your song
16. ¿Lo ves?
17. Te lo agradezco pero no
18. No es lo mismo
19. Te lo agradezco, pero no con Shakira desde Santiago de Compostela Bonus Track

#### Personal
- Txell sust - Coros
- Luis Aquino - Trompeta
- Mike Ciro - Director, Guitarra Eléctrica
- Sarah Devine - Coros
- Fernando Díaz - Ingeniero, Mezclas
- Claudio Divella - Fotografía
- Luis Dulzaides - Percusión
- Juan Carlos "Diez Pianos" García - Técnico
- Selan Lerner - Coros, Teclados
- Carlos Martin - Teclados, Percusión, Trombón, Trompetas
- Alfonso Pérez - Coros, Guitarra Eléctrica, Teclados
- Steve Rodríguez - Bajo
- Alejandro Sanz - Voz principal
- Nathaniel Townsley - Batería
- Javier Vercher - Flauta, Saxofón

## Sencillos
1. A la primera persona – #1 España, #1 US Hot Latin Tracks, #20 México
2. Te lo agradezco, pero no (con Shakira)
3. Enséñame tus manos
4. En la planta de tus pies
5. La peleíta (Sólo Chile)

| Año  | Lista                                    | Canción                  | Posición | Semanas en Lista |
| ---- | ---------------------------------------- | ------------------------ | -------- | ---------------- |
| 2006 | Billboard Bubbling Under Hot 100 Singles | A la primera persona     | 11       | 1                |
| 2006 | Billboard Hot 100 Airplay                | A la primera persona     | 64       | 1                |
| 2006 | Billboard Hot Latin Songs                | A la primera persona     | 1        | 20               |
| 2006 | Billboard Latin Pop Airplay              | A la primera persona     | 1        | 20               |
| 2006 | Billboard Latin Regional Mexican Airplay | A la primera persona     | 5        | 1                |
| 2006 | Billboard Latin Tropical Airplay         | A la primera persona     | 8        | 8                |
| 2006 | Billboard Hot 100                        | A la primera persona     | 100      | 1                |
| 2007 | Billboard Bubbling Under Hot 100 Singles | Te lo agradezco, pero no | 24       | 1                |
| 2007 | Billboard Hot 100 Airplay                | Te lo agradezco, pero no | 72       | 1                |
| 2007 | Billboard Hot Latin Songs                | Te lo agradezco, pero no | 1        | 17               |
| 2007 | Billboard Latin Pop Airplay              | Te lo agradezco, pero no | 1        | 22               |
| 2007 | Billboard Latin Rhythm Airplay           | Te lo agradezco, pero no | 28       | 10               |
| 2007 | Billboard Latin Tropical Airplay         | Te lo agradezco, pero no | 4        | 5                |
| 2007 | Billboard Latin Pop Airplay              | Enséñame tus manos       | 29       | 7                |

| Fecha                 | Lista                        | Canción                  | Posición |
| --------------------- | ---------------------------- | ------------------------ | -------- |
| 24 de febrero de 2007 | Los40.com Los 40 Principales | Te lo agradezco, pero no | 1        |

## Listas de ventas
| País           | Proveedor    | Certificaciones |
| Europa         |              |                 |
| España         | Promusicae   | 4x Platino      |
| Europa         | IFPI         | 1x Platino      |
| América        |              |                 |
| Estados Unidos | RIAA (Latin) | 1x Platino      |
| Argentina      | CAPIF        | 1x Platino      |
| México         | Amprofon     | 2x Platino      |
| Argentina      | CAPIF        | Oro             |